# بریگی رافینی
بریگی رافینی (زاده ۲۹ مارس ۱۹۵۳) سیاستمدار اهل نیجر است که از سال ۲۰۱۱ تا ۲۰۲۱ به عنوان نخست‌وزیر نیجر خدمت کرده است. رافینی در اواخر دهه ۱۹۸۰، وزیر کشاورزی و از سال ۲۰۰۴ تا ۲۰۰۹، معاون چهارم مجمع ملی نیجر بود. وی پس از محمدو ایسوفو، به‌عنوان نخست‌وزیر نیجر منصوب شد و در ۷ آوریل ۲۰۱۱، به‌عنوان رئیس‌جمهور، کار خود را آغاز کرد.